# Боркилдакты
Боркилдакты — нефтяное месторождение в Казахстане. Расположено в Атырауской области. Открыто в 2010 году.
Нефтеносность связана с отложениям триасового возраста. Залежи на глубине 1,5—1,6 км.
Оператором месторождение является британская нефтяная компания Max Petroleum, приобретшая 80 % лицензии у Horizon Service N.V. в 2005 году и увеличившая свою долю до 100 % в 2008.
Блоки A и E месторождения занимают площадь в 12 455 км².